# Великий Болгар
Великий Болгар — фестиваль средневекового боя, ежегодно проходящий в Татарстане.

## История

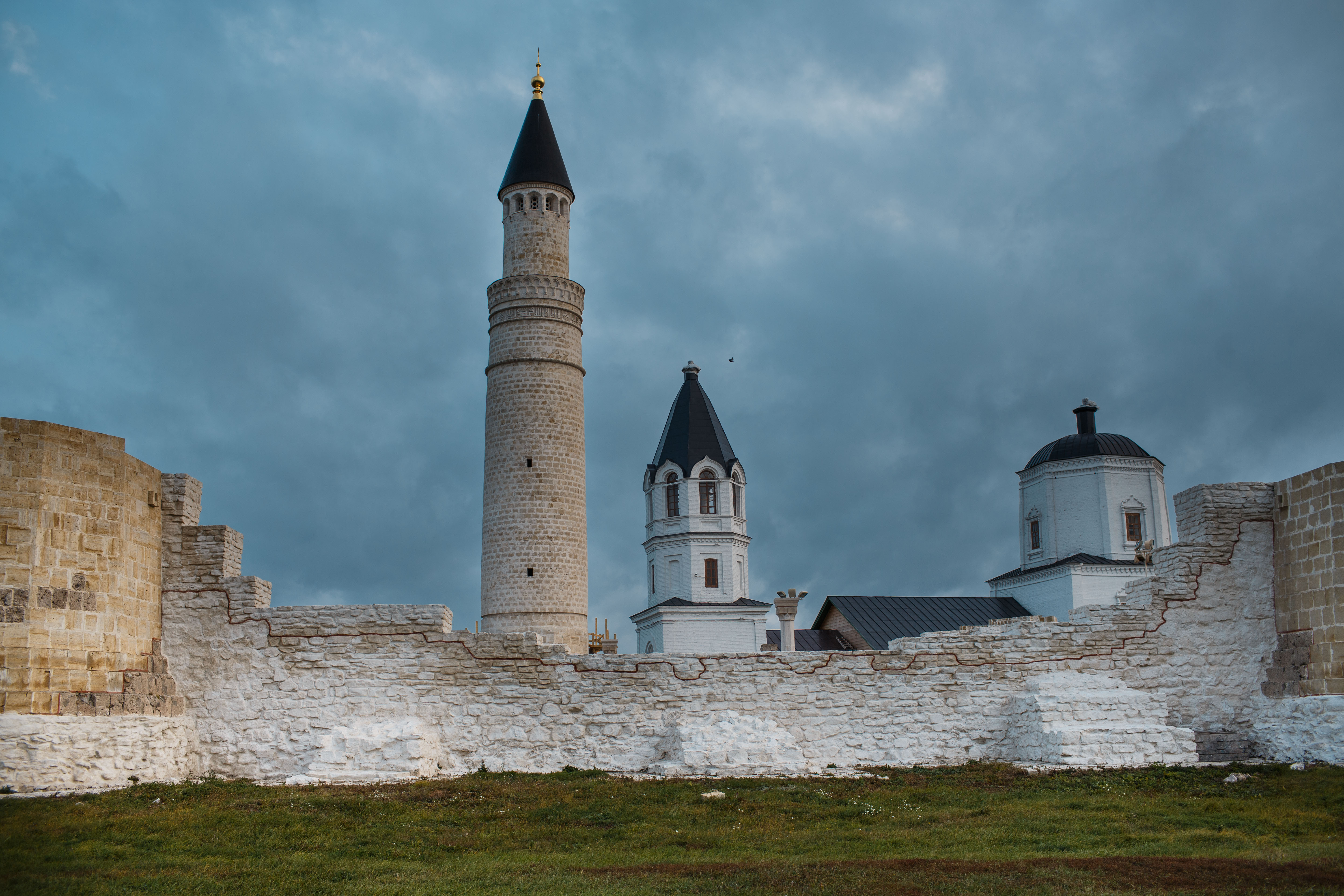
Архитектурно-исторический комплекс «Булгар»

Фестиваль проводится с 2014 года. Он проходит в Болгаре, на территории Болгарского городища, памятника Всемирного наследия ЮНЕСКО. Автором фестиваля является Кокурин Алексей Евгеньевич, один из руководителей движения Исторического средневекового боя в Республике Татарстан. Подобрать площадку под масштабный фестиваль помог Государственный комитет по туризму Республики Татарстан. Им стал Болгарский музей заповедник, в котором нужно было увеличить туристический поток. Проект поддержал первый президент Республики Татарстан Шаймиев М.Ш.
Цель фестиваля — реконструкция быта, культуры и военного снаряжения XIV—XV веков — времени расцвета эпохи Средневековья. Является одной из самых известных исторических реконструкций в Поволжье.
Фестиваль проводится ежегодно, в августе. Финансирование фестиваля осуществляется за счёт регионального бюджета. Длится два дня. В 2020 году в связи с пандемией коронавируса, мероприятие состоялось в конце сентября.

Ежегодно география и количество зрителей фестиваля расширяется. В 2014 году мероприятие посетило более 14 тысяч зрителей из 12 регионов России. Спустя год на фестивале побывало уже 26 тысяч человек, в 2016 — 38 тысяч, в 2017 — около 47 тысяч. В 2018 году на фестивале присутствовало почти 50 тысяч зрителей из более чем 30 регионов России, причём жители Татарстана составляли менее половины от общего числа гостей. План музея-заповедника по увеличению посещаемости оказался успешен, уже в 2014 году экспозиции музея-заповедника в день фестиваля посетило более 9 тысяч человек, что увеличило предыдущие показатели посещаемости экспозиций в выходные дни в три раза.
В 2017 году фестиваль получил статус международного, тогда в его рамках состоялся гран-при Европы по историческому средневековому бою среди клубных команд «пять на пять» под эгидой HMB Russia и этап кубка Донжона по боям один на один. Всего в разные годы в мероприятии принимали участие реконструкторы из Казахстана, Украины, Эстонии, Латвии, Киргизии, Франции, Чехии, Израиля, Молдавии, Белоруссии, Италии.
В 2020 впервые в России на фестивале прошли состязания по историческому фехтованию (Historical European Martial Arts) — историческому боевому искусству.
Фестиваль — неоднократный победитель национальной премии в области событийного туризма «Russian Event Awards».

## Программа фестиваля
В фестивале обычно участвуют российские и иностранные любители исторической реконструкции. Но, в отличие от многих аналогичных мероприятий, на «Великом Болгаре» организуется не просто реконструкция неких исторических сражений, а в спортивном формате исторического средневекового боя — полноконтактного боя, в котором участники используют защитное и наступательное вооружение эпохи Средневековья, изготовленное специально для этого вида состязаний.
Традиционно в программе фестиваля рыцарские поединки, лучные и конные турниры, а также массовые бои «бугурты».
Помимо ристалища, на котором проходят «сражения», сооружается исторический походный лагерь. Другие площадки фестиваля отведены под историческую ярмарку и интерактивную площадку с мастер-классами по историческим промыслам: горновое бусоделие, изготовление кукол, вышивка, ткачество, крашение ткани, валяние, гончарное дело, кузница, изготовление доспехов и оружия, историческая кухня и прочие. Так как фестиваль двухдневный, для размещения гостей создаётся специальный палаточный лагерь, также предусмотрена возможность размещения со своей палаткой в специально отведённом месте рядом со стационарным палаточным лагерем.
Организуется детская площадка, где работают аниматоры, проводятся конкурсы, игры, танцы, спортивные бои.